# 10872 Vaculík
10872 Vaculík è un asteroide della fascia principale. Scoperto nel 1996, presenta un'orbita caratterizzata da un semiasse maggiore pari a 2,5417913 UA e da un'eccentricità di 0,0847243, inclinata di 2,87281° rispetto all'eclittica.